# Phycitiplex eremnus
Phycitiplex eremnus är en stekelart som först beskrevs av Porter 1967.  Phycitiplex eremnus ingår i släktet Phycitiplex och familjen brokparasitsteklar. Inga underarter finns listade i Catalogue of Life.